# 1914, die letzten Tage vor dem Weltbrand
1914, die letzten Tage vor dem Weltbrand ist ein 1930 gedrehter Historienfilm von Richard Oswald, der die dramatische Entwicklung der letzten 39 Tage vor Beginn des Ersten Weltkriegs nacherzählt. Vorlage dazu war die 1928 veröffentlichte Schilderung Die kritischen 39 Tage von Sarajewo bis zum Weltbrand des Historikers Eugen Fischer-Baling.

## Handlung
Am 28. Juni 1914 werden der österreich-ungarische Thronfolger Erzherzog Franz Ferdinand und seine Frau von dem serbischen Attentäter Gavrilo Princip in Sarajevo auf offener Straße ermordet. Daraufhin tritt in Bad Ischl der österreichische Kronrat zusammen, um über Konsequenzen und Reaktionen zu beraten. Der österreichische Außenminister Graf Berchtold und Generalstabschef Conrad von Hötzendorf empfehlen eine militärische Strafaktion gegen Serbien, während der Kaiser skeptisch einem Krieg gegenüber steht und die lange Friedenszeit seiner Amtszeit betont. Graf Tisza spricht sich gegen einen Krieg aus und fordert stattdessen eine scharfe Note gegen Serbien, wobei er ein Memorandum mit seinem Hauptgesichtspunkten an den Kaiser überreicht.
Das Deutsche Reich Kaiser Wilhelm II., vertreten durch Reichskanzler Bethmann Hollweg, signalisiert Wien militärische wie politische Rückendeckung und somit freie Hand gegenüber Serbien, hofft dabei aber, den anstehenden Waffengang auf den Balkan begrenzen zu können. Dieser Blankovollmacht gewiss, verfasst Graf Berchtold eine diplomatisch scharf gehaltene Protestnote mit harten Bedingungen an den serbischen König Peter I., die zwar Reichskanzler Bethman Hollweg vorgelegt wird, aber zu spät, als dass sein Protest und seine Bitte um Abänderung der unannehmbaren Forderungen noch berücksichtigt werden konnten, womit Deutschland vor vollendete Tatsachen gestellt wurde. Die Note enthielt eine sehr kurze Frist von 24 Stunden. König Peter I. ist ursprünglich bereit, die Note anzunehmen, um einen Krieg zu vermeiden. Doch sein Ministerpräsident Paschitsch und Kronprinz Alexander drängen darauf, diese abzulehnen und wenden sich an den russischen Zaren Nikolaus II. mit der Bitte um Beistand. Nikolaus II. will sich aber nicht in ein Kriegsabenteuer mit hineinziehen lassen und erkennt die globale Gefahr.
Großfürst Nikolai Nikolajewitsch bedrängt den Zaren hingegen auf Gegenwehr und fordert die Mobilmachung, um Österreich im Zaum zu halten. Der Zar lehnt zunächst weiterhin ab.
Mit dem Zarenreich als engen Verbündeten im Rücken wagt Serbien eine Brüskierung Österreich-Ungarns, worauf Wien die Mobilmachung ausruft. Wilhelm II. hingegen, der die serbische Antwort „brillant“ findet, versucht zu vermitteln. Doch auch in Russland haben die kriegstreiberischen Kräfte um Großfürst Nikolai Nikolajewitsch und seiner Generalität inzwischen die Oberhand, während der Zar noch zaudert. Beeinflusst von seiner Umgebung, lässt sich der Monarch schließlich dazu bewegen, ebenfalls die Mobilmachung auszurufen.
Bald geraten die Dinge völlig aus dem Ruder. Frankreich beginnt nun gleichfalls damit, sich auf einen Waffengang gegen Deutschland vorzubereiten, während England sich zunächst abwartend verhält. Doch auch dort erfolgt schließlich die Mobilmachung. Mit dem Tod des erklärten Kriegsgegners Jean Jaurès, der im Pariser Café du Croissant einem Attentat durch den Nationalisten Raoul Villain zum Opfer fällt, schwindet die letzte Hoffnung auf eine friedliche Lösung.

## Produktionsnotizen
Gedreht wurde der Film von Oktober bis Anfang Dezember 1930 in den UFA-Ateliers in Neubabelsberg. Da das Auswärtige Amt interveniert hatte, wurde am 6. Januar 1931 eine erklärende Einleitung des Historikers Eugen Fischer-Baling im Efa-Atelier gedreht und dem Film beigefügt. Die Uraufführung von 1914, Die letzten Tage vor dem Weltbrand erfolgte am 20. Januar 1931 im Tauentzien-Palast. Alternative Arbeits- bzw. Verleihtitel waren Europa 1914, Juli 1914, Die letzten Tage vor dem Weltbrand, Die 39 Tage vor dem Weltkrieg, Die Schüsse von Serajewo und (in Österreich) Die Herren der Welt.
Die Bauten entwarf Franz Schroedter. Der Film wurde von Christoph Mülleneisen junior finanziert. Produzent Oswald übernahm auch die Produktionsleitung. Die Aufnahmeleitung hatte Walter Zeiske.
Die Erlöse aus der Uraufführung im Tauentzienpalast wurde der Witwe des am 20. Dezember 1930 gestorbenen Schauspielers Hans Peppler überwiesen. Peppler hatte den deutschen Botschafter in Russland gespielt. Der Premiere wohnten zahlreiche Persönlichkeiten des politischen Lebens in Deutschland, Österreich, Ungarn und der Schweiz – Minister, Botschafter und Ministerialdirektoren – bei. Am 3. März 1931 wurde der Film um 21 Uhr im Deutschen Reichstag vorgeführt.

## Vorwort zum Film im Film
Eugen Fischer-Baling äußert in seinem persönlichen Vorwort seine gewonnene Sichtweise wie folgt: „Meine Damen und Herren, sie sollen einen Film sehen, der in der freien Form der Kunst ein Stück Weltgeschichte darstellt. Und was für ein Stück! Es gibt in der ganzen Geschichte der Menschheit nicht einen Vorgang, der an Gewalt mit dem Ereignis von 1914 zu vergleichen wäre. Oder kennt man ein Machtwort wie jenes, auf das hin im laufe von vier Jahren fast 100 Millionen Männer ihre Wohnorte verließen und sich in Kampflinien einander gegenüberstellten? Das Machtwort, vom dem ich spreche, —— es formte sich in den Sekunden, in denen der letzte russische Zar unter ein vorbereitetes Papier seinen Namen schrieb —— Nikolaus. Auf diesem Papier, aus dem 10 Millionen Seelen schrien, die im Kriege ihr Leben lassen sollten, stand der Befehl zur allgemeinen Mobilmachung des russischen Heeres. Diese Buchstaben geschrieben, dieses Machtwort gesprochen, dieses Signal gegeben, und alles, was in Österreich, Frankreich, Deutschland, England beschlossen und getan wurde, folgte aus der festliegenden machtpolitischen Gruppierung wie von selbst. Aber, die russischen Politiker handelten nicht aus Willkür. Sie standen unter der Macht einer allgemeinen politischen Überzeugung: Das russische Volk, christlich-fromm und phantasiestark, glaubte fest, daß der Zar eines Tages Konstantinopel erobern und dort anstelle des türkischen Halbmondes das Kreuz des Christentums wiederaufrichten werde. Die von Romantik unberührten Politiker und Wirtschaftler Rußlands dachten bei der erhofften Eroberung Konstantinopels an die berühmten Meerengen, Bosporus und Dardanellen. Diese Meerengen eines Tages in die Hand zu nehmen, galt als Ehrenpflicht der russischen Politik. Für Gleichheilige und Nationale galt in Wien die Aufgabe, die Russen von Konstantinopel fern zu halten. Lebensinteresse stand gegen Lebensinteresse. Die petersburger Politik plante seit mehr als einem Menschenalter den Krieg mit Österreich-Ungarn. Um diesen Krieg erfolgreich führen zu können, unterstützte die russische Politik das Königreich Serbien. Auch Österreich-Ungarn beherbergte Serben in seinem vielsprachigen Haus. Die Serben diesseits und jenseits der österreichisch-ungarischen Grenze pflegten Sprach- und Religionsgemeinschaft. Mehr noch, es wurde Propaganda dafür gemacht, daß die Serben in Österreich-Ungarn sich gegen ihre Regierung erheben und mit dem Königreich Serbien vereinigen sollten. Vor Jahrzehnten von Dichtern entfacht, hatte die ‚jugoslawische‘ Bewegung immer schärfere Formen angenommen. Sie wurde von Petersburg begünstigt und unterstützt. Wenn Rußland aufstehen würde, um Konstantinopel zu erobern, sollte den Österreichern und Ungarn Serbien als erste Miene ins Gesicht fliegen und gleichzeitig Österreich-Ungarn seinen südslavischen Arm abreißen. Die Hauptpropagandaorganisation in Serbien hieß „Die Schwarze Hand“. Sie führte Dolch, Bombe, Gift und Totenkopf im Wappen. Ihr Führer, Dragutin Dimitrijević war aktiver Oberst im serbischen Generalstab. Diese Organisation griff hinhüber nach Österreich-Ungarn. Terrorakte mit Bomben und Pistolen sollten die österreichischen Provinzen Bosnien und Herzegowina für den Aufstand reif machen. Eine Reihe hoher österreishischen Beamten fiel der Schwarzen Hand in Jahren vor dem Krieg zum Opfer. Aber was bedeuteten hohe Beamte? Seit Jahren zielten die jungen Fanatiker der „jugoslawischen“ Idee auf den Thronfolger Österreich-Ungarns, Franz Ferdinand. Sie fürchteten, er würde nach dem Tod des fast 84-jährigen Kaisers Franz Joseph Österreich-Ungar mit starker Hand zusammenhalten. Er stand also in dem Ruf die Slaven zu lieben. Wenn er sie liebte und wenn sie ihm dafür mit neuer Anhänglichkeit an das alte Reich dankten, wo blieb dann für die Serben der Anlaß zur Revolution? Wo blieb das Groß-Serbische Reich? Gerade als Freund der Slaven schien Franz Ferdinand den Groß-Serben gefährlich und sollte fallen. —— Dragutin Dimitrijević setzte die Tat ins Werk. Bosnische Studenten lernten in seinem Auftrage in einem großen Wald bei Belgrad Bomben werfen und Pistolen schießen. Auch die serbische Regierung erfuhr von diesen Vorbereitungen. Sie versuchte die Attentäter am Übertritt über die Grenze nach Österreich-Ungarn zu hindern, aber der Befehl kam zu spät, die Grenzbeamten selbst waren in der Schwarzen Hand organisiert, auf einem geheimen Weg, einem sogenannten Tunnel, gelangten die jungen Mörder durch Feld und Wald nach Sarajevo. Am 28. Juni 1914 besuchte Franz Ferdinand Sarajevo. Militärische Absperrungen waren verboten. Die Menge staute sich in den Straßen …“
Anmerkung: Im Tonmaterial wurde an den Stellen „jugoslawisch“ nachträglich hineingeschnitten und das Originalwort damit gelöscht.

## Kritiken
Hans Wollenberg schrieb am 21. Januar 1931 in der Lichtbild-Bühne, Ausgabe: Nr. 18: „An innerem ethischem Volumen ist der Stoff ‚1914‘ nicht größer als der Stoff ‚Dreyfus‘. Das Dreyfus-Schicksal, der Kampf um Recht und Gerechtigkeit, geht die Menschheit nicht um ein Jota weniger an. An äußeren Dimensionen ist ‚1914‘ (präziser gesagt: der Inhalt der 39 Tage vor Kriegsbeginn) um ein unendlich Vielfaches weiter ausladend. Zwischen fünf Großmächten und Serbien rollten die Würfel der Weltgeschichte um das Schicksal von Nationen, von Millionen – um den Erdball. […] Diese Voraussetzung für filmisches Wirksamwerden war bei dem Stoffgebiet, an das sich Oswalds Autoren, Heinz Goldberg und Fritz Wendhausen, wagten, erst zu schaffen: die Gestaltung persönlichen, menschlichen Einzelschicksals. Und hier, genau hier, verwischt sich die Grenze zwischen Reportage- und dramatischem Film, zwischen darstellender und darbietender Scheidung bei ‚1914‘. […] Aus den Gestalten des politischen Bühnen-Vordergrundes vom Juli 1914 griffen die Autoren sich den Zaren und seine Umgebung heraus. Sie wählten diejenige Gruppe von Hauptakteuren, auf deren Schultern sie mit Recht die größte historische Verantwortung gebürdet sahen, die Personen, die in ihrer einzigartig absolutistischen Situation dem Psychologen wie dem Sensationsnerv am interessantesten dünken und – unter deren tragisches Schicksal die Geschichte längst ihren Schlussstrich für immer gezogen hat. So machten sie den Zarenhof, seine Figuren und Figurinen zum Hauptschauplatz und zu den Hauptrollen des Dramas 1914. […] Diesen dramaturgisch richtig geplanten Gedanken der Autoren hat Oswald mit Konsequenz und mit Gelingen verwirklicht. Eine großartige darstellerische Leistung stand ihm zur Seite: Reinhold Schünzel als Zar. Die in diesen Spalten jahrelang ausgesprochene Mahnung, dass ein Charakterdarsteller wie Schünzel sich zum Schaden deutscher Filmkunst an Clownerien vergeudet habe, findet in seiner ersten und sofort bezwingenden Sprechfilm-Gestaltung ihre Bestätigung. Sein Nikolai II, erdrückt vom Zwang zur Allmachts-Pose, hin- und hergerissen zwischen Gattin und Großfürst, zwischen Krieg und Frieden (den er halten will und der seinen schwachen Händen entgleitet), wird zum menschlichen Kraftzentrum des Filmganzen.“
Von Hans Feld ist am selben Tag im Film-Kurier, Ausgabe Nr. 17, Folgendes zu lesen: „Der Film deckt, beginnend mit dem Attentat von Sarajewo, den politischen Komplex auf; jene Schüsse also der ‚serbischen Hunde‘. […] Ein Drama passiven Heldentums blendet auf. Führer, die nicht imstande sind, Kombinationen zu erkennen; Verantwortliche, die es hinterher nicht gewesen sein wollen. Diplomaten, mit dem ganzen Pomp der Souveränitäts-Ideologie. Kleine Spieler – deren Einsatz die Völker mit Jahrzehnten von Blut und Elend bezahlten. Auf Petersburg richtet sich der Scheinwerfer. Sein Lichtkegel tastet die auch für die anderen Länder gültigen Wechselbeziehungen zwischen Politik und Armee ab. An der Newa ist man von der Notwendigkeit kriegerischer Auseinandersetzungen überzeugt und arbeitet darauf hin. In Frankreich tut man nichts zur Verhinderung. England, als einzige Macht, tut nicht mit und überlässt die Verantwortung den anderen. Und die Gegenseite, Deutschland-Österreich? Das Wort hat der Sachverständige, Eugen Fischer, Kenner der einschlägigen Literatur. Erst jüngst hat er vor Vertretern der Presse ausgeführt: "Fraglos liegt bei den kaiserlichen Regierungen von Deutschland und Österreich ein Teil von Schuld vor. Über das Maß sind die Meinungen geteilt, die Autoren des Films ‚1914‘ jedenfalls vertreten die mildere Richtung."“
Im Dritten Reich wurde der Film vor allem wegen des jüdischen Glaubens seines Machers verrissen und gegen Richard Oswald gegiftet:
In Oskar Kalbus’ Vom Werden deutscher Filmkunst heißt es 1935: „In seinem ‚Dokumentfilm‘ ‚1914‘ hat sich Richard Oswald auch auf politischem Gebiet als Konjunkturritter versucht. Den Spender wissenschaftlicher Aufklärung von einst ‚interessieren‘ plötzlich die letzten Tage vor dem Weltbrand. Standen ihm für Abtreibung, Homosexualität und Syphilis im Film einst Magnus Hirschfeld und Iwan Bloch zur Seite, so muss ihn jetzt Eugen Fischer, der Schriftführer des Reichstagsausschusses zur Erforschung der Kriegsschuld, beraten. Oswald ging gleich wieder auf das Ganze, so dass die erste Fassung der ‚kritischen 39 Tage‘ von der Zensur verboten werden musste. Der verbotene Film wurde umgearbeitet und die Entstehungsgeschichte des Weltkriegs ‚objektiver‘ und ‚neutraler‘ geschildert. Der Film hat keine Handlung. Er ist nur ein trockener, flüchtig hingeworfener Querschnitt durch amtliche Dokumente, durch die europäischen Kabinette. Oswald verlässt sich in seinem Mangel an Regiekunst wieder einmal auf seine prominenten Schauspieler.“
Die Nachkriegskritik beschäftigte sich kaum mehr mit 1914:
Das große Personenlexikon des Films schrieb: Oswald „versuchte die Hintergründe über die Ursachen, die zum Ausbruch des Ersten Weltkriegs 1914 führten, filmisch nachzuerzählen.“